# برنهارد وايس
برنهارد وايس (بالألمانية: Bernhard Weiß)‏ هو عالم عقيدة ومترجم ألماني، ولد في 20 يونيو 1827 في كونيغسبرغ في الإمبراطورية الروسية، وتوفي في 14 يناير 1918 في برلين في ألمانيا.

## وصلات خارجية
- برنارد فايس على موقع الموسوعة البريطانية (الإنجليزية)